# Heptalogi
En heptalogi (även kallad septologi) är en sammanhållen grupp av sju verk inom något konstnärligt område.

## Kända heptalogier
- Litteratur:
  - Böckerna om Narnia av C S Lewis
  - Harry Potter-böckerna av J K Rowling
  - Stiftelseserien av Isaac Asimov (ursprungligen en trilogi)
  - The Dark Tower (The Gunslinger) av Stephen King
  - På spaning efter den tid som flytt av Marcel Proust
  - The Saga of Seven Suns av Kevin J. Anderson
- Film
  - Saw-filmerna
  - The Fast and the Furious-filmerna